# Badminton bei den Olympischen Jugend-Sommerspielen
Badminton wird bei den Olympischen Jugend-Sommerspielen seit der ersten Austragung im Jahr 2010 gespielt. Auch 2014 und 2018 steht Badminton im Programm der Spiele. Es werden jeweils drei Wettbewerbe ausgetragen (Herren- und Dameneinzel sowie Mixed), wobei das Mixed 2010 noch nicht ausgespielt wurde.

## Die Titelträger
| Saison | Herreneinzel     | Dameneinzel             | Mixed                     |
| ------ | ---------------- | ----------------------- | ------------------------- |
| 2010   | Pisit Poodchalat | Sapsiree Taerattanachai | nicht ausgetragen         |
| 2014   | Shi Yuqi         | He Bingjiao             | Cheam June Wei Ng Tsz Yau |
| 2018   | Li Shifeng       | Goh Jin Wei             | Team Alpha                |